# Boisset-lès-Montrond
Boisset-lès-Montrond é uma comuna francesa na região administrativa de Auvérnia-Ródano-Alpes, no departamento de Loire. Estende-se por uma área de 8,01 km². Em 2010 a comuna tinha 1 192 habitantes (densidade: 148,8 hab./km²).